# Карабия (озеро)
Карабия (Карабие; каз. Қарабие) — озеро (болото) в районе Магжана Жумабаева Северо-Казахстанской области Казахстана. Находится в 5 км к северу от села Октябрьское.
Название Карабие переводится с казахского как вороная кобыла.
По данным топографической съёмки 1940-х годов, площадь поверхности озера составляет 2,56 км². Наибольшая длина озера — 2,1 км, наибольшая ширина — 1,4 км. Длина береговой линии составляет 5,9 км, развитие береговой линии — 1,03. Озеро расположено на высоте 129,8 м над уровнем моря.